# Wilhelmsstift
Das Wilhelmsstift in Tübingen ist das Theologenkonvikt der Diözese Rottenburg-Stuttgart.
Es wurde 1817 in den Räumen des ehemaligen Collegium illustre eingerichtet. In ihm leben die zukünftigen Priesteramtskandidaten (Diözesantheologen) der Diözese während ihres Studiums an der Eberhard Karls Universität Tübingen. Das zum Wilhelmsstift gehörende Theologenkonvikt Johanneum, in dem früher das Grundstudium untergebracht wurde, ist heute für das Theologische Mentorat, sowie das theologisch-propädeutische Seminar Ambrosianum vorgesehen. Neben dem Wilhelmsstift befindet sich die Konvikts- und Stadtpfarrkirche St. Johannes Evangelist.
Die entsprechende protestantische Einrichtung ist das Evangelische Stift Tübingen wenige Meter entfernt in der Tübinger Altstadt.

## Geschichte
Sowohl die Idee des Wilhelmsstiftes wie auch die Mauern und Räume und die ganze bauliche Anlage haben ihre Vorgeschichte. Die Grundmauern gehen zurück auf das Franziskanerkloster Tübingen. Eine Erweiterung fand in den Jahren 1588–1592 unter Herzog Ludwig mit der Errichtung des Collegium illustre durch den württembergischen Landbaumeister Georg Beer statt.

### Einer neuen Bestimmung entgegen
Infolge des Reichsdeputationshauptschlusses verdoppelte sich im ersten Jahrzehnt des 19. Jahrhunderts das Gebiet Württembergs. Vor allem im kirchenpolitischen Bereich zeigten sich aber nun Probleme, die bisher in Württemberg so nicht bekannt gewesen waren. „Altwürttemberg“ war rein protestantisch, während die Bevölkerung in „Neuwürttemberg“ mehrheitlich der katholischen Kirche angehörte. Der staatliche Wunsch nach einem „Landesbistum“ ließ sich aber nicht sofort verwirklichen. Als im Jahre 1812 Kurfürst Clemens Wenzeslaus von Trier, der zugleich Bischof von Augsburg und Fürstpropst von Ellwangen gewesen war, starb, genehmigte König Friedrich I. von Württemberg, dass Fürst Franz Karl von Hohenlohe, Weihbischof in Augsburg, trotz der noch fehlenden päpstlichen Vollmacht die Geschäfte eines Generalvikares und die bischöflichen Funktionen im württembergischen Teil des Bistums Augsburg und im exempten Sprengel von Ellwangen übernehme. Zugleich errichtete der König in Ellwangen eine „Hohe Katholische Landesuniversität“, die fünf Lehrstühle der Theologie umfasste, sowie ein Priesterseminar auf dem Schönenberg.

### Landesuniversität Ellwangen
Als Folge eines Regierungswechsels im Jahre 1816 wurde die Katholisch-Theologische Friedrichs-Universität Ellwangen im Herbst 1817 als Katholisch-Theologische Fakultät der Eberhard Karls Universität Tübingen einverleibt. Das Generalvikariat wurde nach Rottenburg verlagert, das Theologenkonvikt Wilhelmsstift in Tübingen und das Priesterseminar in Rottenburg neugegründet. Dort wurde aufgrund seiner zentraleren Lage in Württemberg und seiner Nähe zum Regierungssitz Stuttgart 1821 eine katholische Diözese eingerichtet.

#### Kritik an der Landesuniversität
Sehr bald wurden in Württemberg kritische Äußerungen über diese „Landesuniversität“ laut. So erklärten 15 katholische Mitglieder der württembergischen Ständeversammlung, dass die Ausbildung junger Geistlicher an einer Hochschule mit nur einer theologischen Fakultät „immer unvollständig und einseitig“ bleiben müsse. Diese Kritik blieb aber vorläufig ohne Wirkung. Erst nach dem Regierungsantritt König Wilhelms I. im Herbst 1816 kündigte sich ein Umschwung an. Neuer Minister des Kirchen- und Schulwesens wurde Karl August von Wangenheim, Präsident des Obertribunals und der Oberstudiendirektion sowie Kurator der Universität Tübingen. Am 20. Mai 1816 forderte er die dreiköpfige Kuratel der Ellwanger Lehranstalt auf, „über den dermaligen Zustand der katholischen Landesuniversität Ellwangen, deren Bedürfnisse und Mittel Bericht zu erstatten und zugleich über die Frage sich zu äußern, ob es zur Vervollkommnung des katholisch-theologischen Studienwesens nicht zu wünschen, und unter welchen Bestimmungen es ausführbar wäre, mit der Aufhebung der Universität Ellwangen […] eine Fakultät für die katholische Theologie auf der Universität Tübingen zu errichten, und somit die Studienhilfsmittel dieser hohen Schule zugleich für die Zwecke der katholischen Kirche zu benutzen.“

#### Das Gutachten der Ellwanger Kuratel

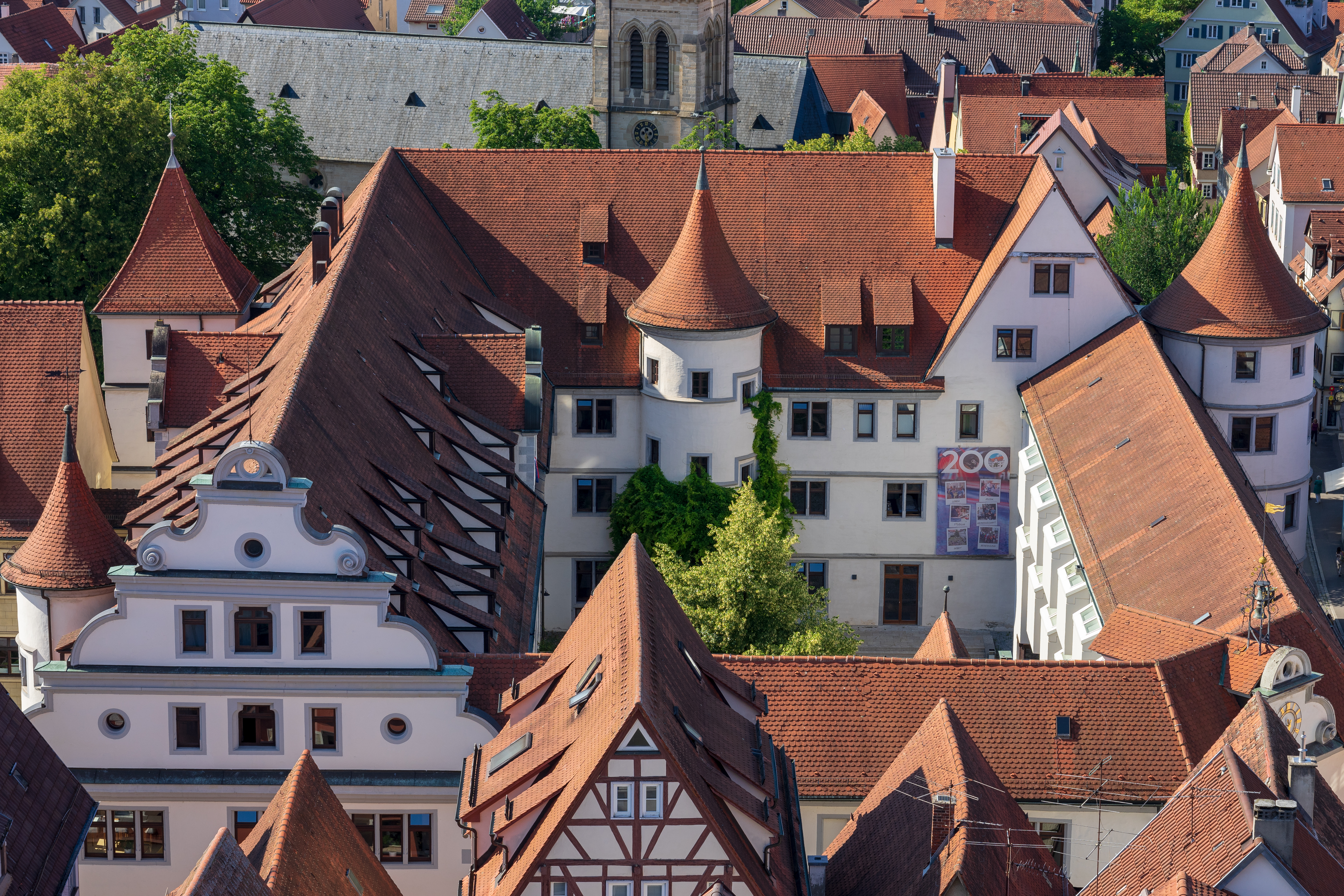
Das Wilhelmsstift vom Turm der Stiftskirche gesehen

Die Antwort des Kuratel war in der Frage des Ministers bereits vorprogrammiert. Sie hielt es in einem Gutachten vom 16. Januar 1817 für „natürlich, die schon vorhandene Universität Tübingen als gemeinsame Bildungsanstalt zu benutzen“. Die in Ellwangen bestehende Einteilung der Lehrfächer soll beibehalten werden. Für die Diözesantheologen erachtete das Kuratel „ein eigenes Institut [für] das wesentliche Erforderniß“. Um den Bedingungen des Generalvikariats zuvorzukommen, äußerten die Berichterstatter den Wunsch, im früheren Jesuitencollegium zu Rottenburg ein Priesterseminar einzurichten, da die Aufsicht des Bischofs durch die Entfernung zwischen Tübingen und Ellwangen erschwert sei. So standen die Verlegung der katholisch-theologischen Fakultät und die Gründung des Konvikts dem neuen Bischofssitz Pate.
Minister von Wangenheim legte in einem „Anbringen“ vom 21. März 1817 dem König seinen Plan vor und machte sich die oben erwähnte Argumentation des Kuratels zu eigen. Als Kenner der Tübinger Verhältnisse nannte er als mögliches Konviktsgebäude das inmitten der Stadt gelegene „Collegium illustre“. Eine Alternative verschwieg er.

### Eröffnung des Wilhelmsstifts

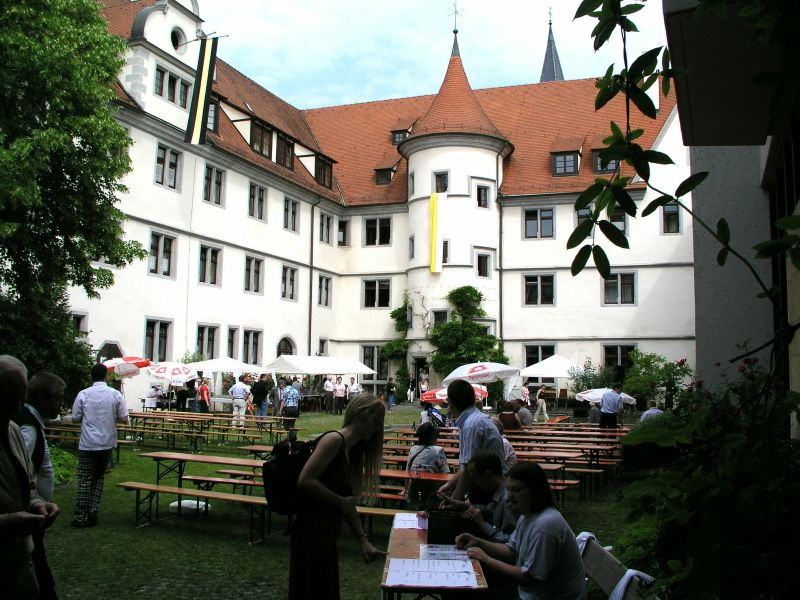
Innenhof des Wilhelmsstifts während des Brunnenfests

Im Herbst 1817 unterzeichnete Minister von Wangenheim mit Genehmigung des Königs die „Königliche Verordnung, die katholischen Lehranstalten im Königreiche betreffend“ und gab so den Startschuss für das neue Theologenkonvikt. Zwei Tage später ernannte König Wilhelm I. Pfarrer und Schulinspektor Josef Sperl zum ersten Konviktsdirektor und dieser wurde, aus Gründen der Ersparnis, gleichzeitig Stadtpfarrer von Tübingen. Dem Direktor waren fünf junge Priester als Repetenten entsprechend den fünf Jahrgangskursen des Konvikts zugeordnet, zwei von ihnen waren zuvor Repetenten am Priesterseminar in Ellwangen gewesen. Gleichzeitig wurde der ehemalige Ballsaal des Collegium Illustre zur Wilhelmskirche, später Pfarrkirche St. Johannes, umgebaut und am 7. Dezember 1818 geweiht.
Der ursprünglich vorgesehene Eröffnungstermin am Michaelistag 1817 konnte nicht eingehalten werden. Als Eröffnungstag wurde nun der 11. November 1817 festgesetzt, die Anreise der sechzig neuen Konviktoren war zwischen dem 5. und 10. November 1817 festgesetzt, die meisten kamen jedoch später. Mit den Vorlesungen wurde daher erst Anfang Dezember begonnen. Vorlesungen fanden vorerst im Konvikt statt. Am 27. April 1822 richteten die damaligen Konviktoren eine Bitte an den König, das Konvikt nach ihm, dem „Gründer, Erhalter und Beschützer“, benennen zu dürfen. Dieser Bitte kam König Wilhelm I. nach und seitdem trägt das Theologenkonvikt der Diözese Rottenburg-Stuttgart den Namen Wilhelmsstift.

## Ausbildung
Die Diözese Rottenburg-Stuttgart legt in ihrer Priesterausbildung besonderen Wert auf die von Max Seckler geprägte „weltoffene Katholizität“. Daher findet die Ausbildung in drei unterschiedlichen Einrichtungen statt. Einstiegsqualifikation ist die Allgemeine Hochschulreife, das Studium beginnt in der Regel mit einem philologischen Jahr am Theologisch-propädeutischen Seminar Ambrosianum.

## Bibliothek
Seit der Gründung des Wilhelmsstifts gibt es dort eine eigene Konviktsbibliothek. Sie zählt heute mehr als 200.000 Bände und darf sich zu den größten und bedeutendsten Seminarbibliotheken Deutschlands rechnen.
Ihr Juwel ist die sogenannte „Königliche Handbibliothek“ mit rund 10.000 Bänden und das sogenannte Getzeny-Institut im Mittelbau. Die Königliche Handbibliothek umfasst die Bücher, die König Wilhelm I. dem neu errichteten Theologenkonvikt aus seinem Privatbesitz als Erstausstattung zur Verfügung stellte.
Näheres siehe Konviktsbibliothek Wilhelmsstift.

## Leitung
Die Leitung des Hauses liegt in den Händen der Hausleitung, einem Gremium, das sich aus dem Direktor und dem Repetenten zusammensetzt. Gemeinsam mit dem Spiritual bilden sie das dreiköpfige Kollegium, welches das Kerngremium für die Priesterausbildung bildet.
Direktor ist seit 2005 Martin Fahrner, verantwortlich für die musikalische Grundausbildung ist Kirchenmusikdirektor Thomas Gindele, welcher dem Kirchenmusiker Jürgen Maag nach dessen Tod nachfolgte. Im Wilhelmsstift ist durch den Sitz des Musikdozenten ebenfalls auch das kirchenmusikalische Regionalkantorat Tübingen angesiedelt.

### Direktoren
Das wichtigste Amt im Wilhelmsstift war und ist das des Direktors. Bis 1857 wurde der Direktor daher, wie auch im Evangelischen Stift, vom König ernannt, jedoch durfte der Kirchenrat zuvor eine Vorschlagsliste einreichen.
- 1817–1820 Joseph Sperl
- 1820–1823 Max Leopold Koch
- 1824–1836 Joseph Schönweiler
- 1836–1838 Joseph Halder
- 1838–1848 Franz Joseph Schott
- 1848–1850 Moritz von Aberle
- 1850–1858 Alois von Bendel
- 1858–1860 Johann Adam Hitzfelder
- 1860–1869 Emil Ruckgaber
- 1870–1879 Wilhelm von Reiser
- 1921–1934 Georg Stauber
- 1934–1939 Wilhelm Sedlmeier
- 1939–1945 Alfred Weitmann
- 1945–1955 Herrmann Sauter
- 1955–1964 Anton Herre
- 1964–1970 Erich Sommer
- 1971–1977 Otto Baur
- 1977–1980 Josef Schupp
- 1980–1995 Kilian Nuß
- 1995–2005 Manfred Unsin
- 2005–0000 Martin Fahrner

### Wichtige Repetenten
- Franz Joseph Valentin Dominik Maurer (1795–1874), Alttestamentler, Hebraist und Geistlicher
- Ignaz von Longner (1805–1868), Domkapitular
- Paulus von Braun (1842–1924), Landtagsabgeordneter
- Meinrad Ott (1830–1878), Klassischer Philologe und Rektor des Gymnasiums in Ehingen
- Franz Xaver von Linsenmann (1835–1898), Professor für Moral- und Pastoraltheologie in Tübingen; Domkapitular der Diözese Rottenburg; präkonisierter (designierter) Bischof von Rottenburg
- Franz Xaver von Funk (1840–1907), Professor für Kirchengeschichte in Tübingen
- Paul von Schanz (1841–1905), Professor für Neutestamentliche Exegese, Dogmatik und Apologetik in Tübingen
- Otto Gauß (1877–1970), Musikrepetent, Komponist und Organist
- Anton Hinderberger (1886–1963), Domdekan zu Rottenburg
- Carl Joseph Leiprecht (1903–1981), Domkapitular der Diözese Rottenburg; Titularbischof von Scyrus und Weihbischof im Bistum Rottenburg; Bischof von Rottenburg
- Heinrich Fries (1911–1998), Professor für Fundamentaltheologie in München
- Otto Knoch (1926–1993), Theologe, Geistlicher und Exeget
- Walter Kasper (* 1933), Kardinal
- Wolfgang Gramer (* 1942), Theologe, Pfarrer, Musiker und Autor
- Gebhard Fürst (* 1948), Direktor der katholischen Akademie Stuttgart-Hohenheim; Bischof von Rottenburg-Stuttgart
- Felix Thome (* 1966), Professor für Alte Kirche in Tübingen
- Gerhard Schneider (* 1969), Praktischer Theologe, Weihbischof, Domkapitular und Hauptabteilungsleiter der Diözese Rottenburg-Stuttgart sowie Mitglied der Sitzung des bischöflichen Ordinariats[7]

## Bedeutende Stiftsstudenten
- Eberhard Amon, Leiter des Deutschen Liturgischen Instituts in Trier
- Moritz von Aberle (1819–1875), Direktor des Wilhelmsstifts, Professor für Moraltheologie und neutestamentliche Exegese, Rektor der Universität Tübingen
- Johannes Bumüller (1811–1890), Gymnasialprofessor und Schriftsteller
- Josef Eckard (1865–1906), Politiker, Sozialreformer und Stadtpfarrer in Ludwigsburg
- Wilfried Eisele (* 1971), Professor für Exegese des Neuen Testamentes in Chur, Münster und Tübingen
- Philipp Funk (1884–1937), Historiker und Publizist
- Heinrich Günter (1870–1951), Historiker
- Paul Leopold Haffner (1829–1899), Professor der Philosophie am theologischen Seminar in Mainz, Bischof der Diözese Mainz
- Karl Joseph von Hefele (1809–1893), Professor für Kirchengeschichte in Tübingen; Bischof von Rottenburg
- Walter Kasper (* 1933), Kardinal; Professor für Moraltheologie in Münster, Tübingen und Washington D.C.; Bischof von Rottenburg-Stuttgart; Präsident des Päpstlichen Rates zur Förderung der Einheit der Christen
- Paul Wilhelm von Keppler (1852–1926), Professor für Moraltheologie in Tübingen und Freiburg im Breisgau; Bischof von Rottenburg
- Hermann Georg Knapp (1828–1890), Mundartdichter, Journalist
- Max Kottmann (1867–1948), Generalvikar
- Johannes Kreidler (* 1946), Weihbischof und Domdekan der Diözese Rottenburg-Stuttgart und Titularbischof von Edistiana
- Oliver Lahl (* 1967), Diözesanpriester, Geistlicher Botschaftsrat (Deutsche Botschaft beim Heiligen Stuhl)
- Josef von Lipp (1795–1869), Bischof von Rottenburg
- Franz Joseph Valentin Dominik Maurer (1795–1874), Alttestamentler, Hebraist und Geistlicher
- Rupert Mayer SJ (1876–1945), Seliger der katholischen Kirche, katholischer Widerstand in der Zeit des Nationalsozialismus
- Johann Adam Möhler (1796–1838), Theologe
- Georg Moser (1923–1988), Direktor der katholischen Akademie Stuttgart-Hohenheim; Titularbischof von Thiges und Weihbischof im Bistum Rottenburg; Bischof von Rottenburg (später: Rottenburg-Stuttgart)
- Benedikt Alois Pflanz (1797–1844), Geistlicher, Theologe, Gymnasiallehrer und Politiker
- Wilhelm von Reiser (1835–1898), Direktor des Wilhelmsstifts; Titularbischof von Enos und Weihbischof im Bistum Rottenburg; Bischof von Rottenburg
- Paul von Schanz (1841–1905), Professor für neutestamentliche Exegese, Dogmatik und Apologetik, Rektor der Universität Tübingen
- Eberhard Schockenhoff (1953–2020), Professor für Moraltheologie in Freiburg im Breisgau
- Joannes Baptista Sproll (1870–1949), Bischof von Rottenburg und prominenter Gegner des Nazi-Regimes
- Franz Anton Staudenmaier (1800–1856), Domkapitular, Schriftsteller
- Hubert Wolf (* 1959), Professor für mittlere und neuere Kirchengeschichte in Münster (Westfalen)

## Mit dem Wilhelmsstift verbundene Einrichtungen
- Ambrosianum in Tübingen
- Theologenkonvikt Johanneum in Tübingen
- Priesterseminar Rottenburg
- Konviktsverbindungen in Tübingen
- das Barockorchester Collegium illustre